# Colonie genovesi
(Rima dell'Anonimo Genovese, XIII secolo d.C.)
La politica estera della Repubblica di Genova, dagli albori dell'anno mille e lungo il lento correre dell'età di mezzo, fino alle soglie dell'era moderna, fu prevalentemente quella di garantire ai cittadini - al di fuori dei confini del Genovesato e in proiezione dei territori d'oltremare - una fitta rete di rotte mercantili.
A perseguirla fu una consolidata classe dirigente, al tempo stesso tanto pragmatica quanto consapevole di sé e del proprio potere. Tale politica si basò principalmente sull'acquisizione e il controllo di nuovi territori - che diverranno poi le cosiddette colonie genovesi - ma anche sulla semplice presenza nelle città portuali situate lungo le coste del Mar Mediterraneo e al di fuori di esso.

## Caratteristiche

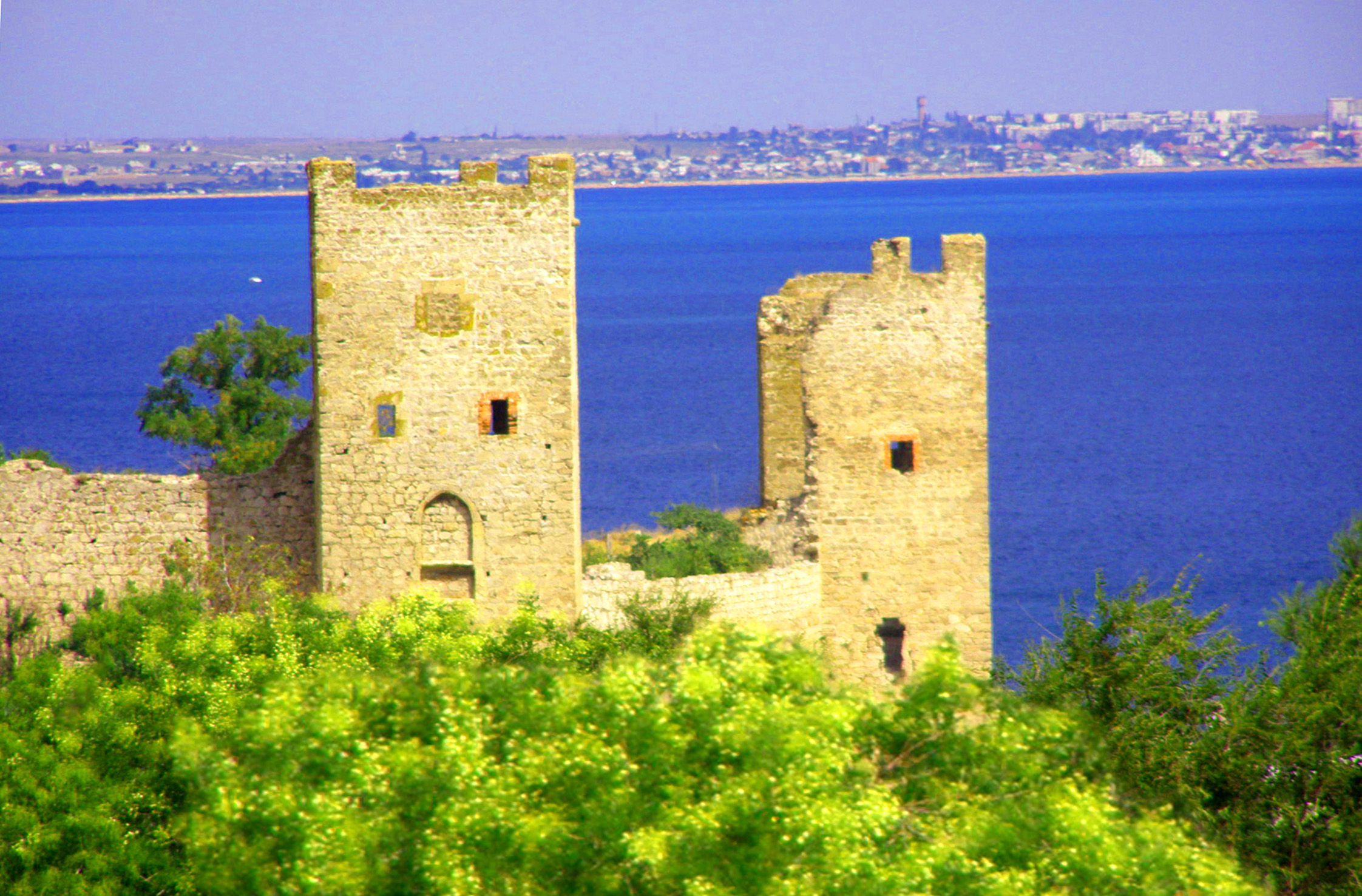
Le mura medievali della colonia genovese di Caffa (Crimea)

In Europa come in Africa o in Asia, talvolta anche con significative presenze nelle zone dell'interno, nelle fiere e nelle più importanti piazze finanziarie del mondo allora frequentato e frequentabile, talvolta spingendosi in terre inesplorate o sconosciute, i genovesi posero le basi di un impero economico e commerciale, ora con le armi della diplomazia, ora con le galee della Repubblica o dei suoi cittadini.
I genovesi agirono in nome della Repubblica, come Caffaro di Rustico o Guglielmo Embriaco, i più famosi fra i molti crociati che ottennero enormi privilegi per Genova nelle città della Terra Santa. Ma anche agendo per proprio conto come Benedetto Zaccaria cui fu infeudata da Michele VIII Paleologo Focea (con la Signoria di Focea) e, più tardi, Chio / Scio (con la Signoria di Chio in mano agli Zaccaria) o in società come la Maona di Chio che faceva capo alla potente famiglia dei Giustiniani un secolo più tardi. Infine talora tramite potenti lobby come il Banco di San Giorgio cui venne affidato il governo di diverse colonie e, addirittura, della Corsica.
Queste colonie inizialmente eran spesso concentrate intorno a una piccola piazza e alcune case circostanti (inoltre erano collegate al mare, se possibile). Quando consolidate, le colonie genovesi occupavano un proprio quartiere:

## Gli inizi

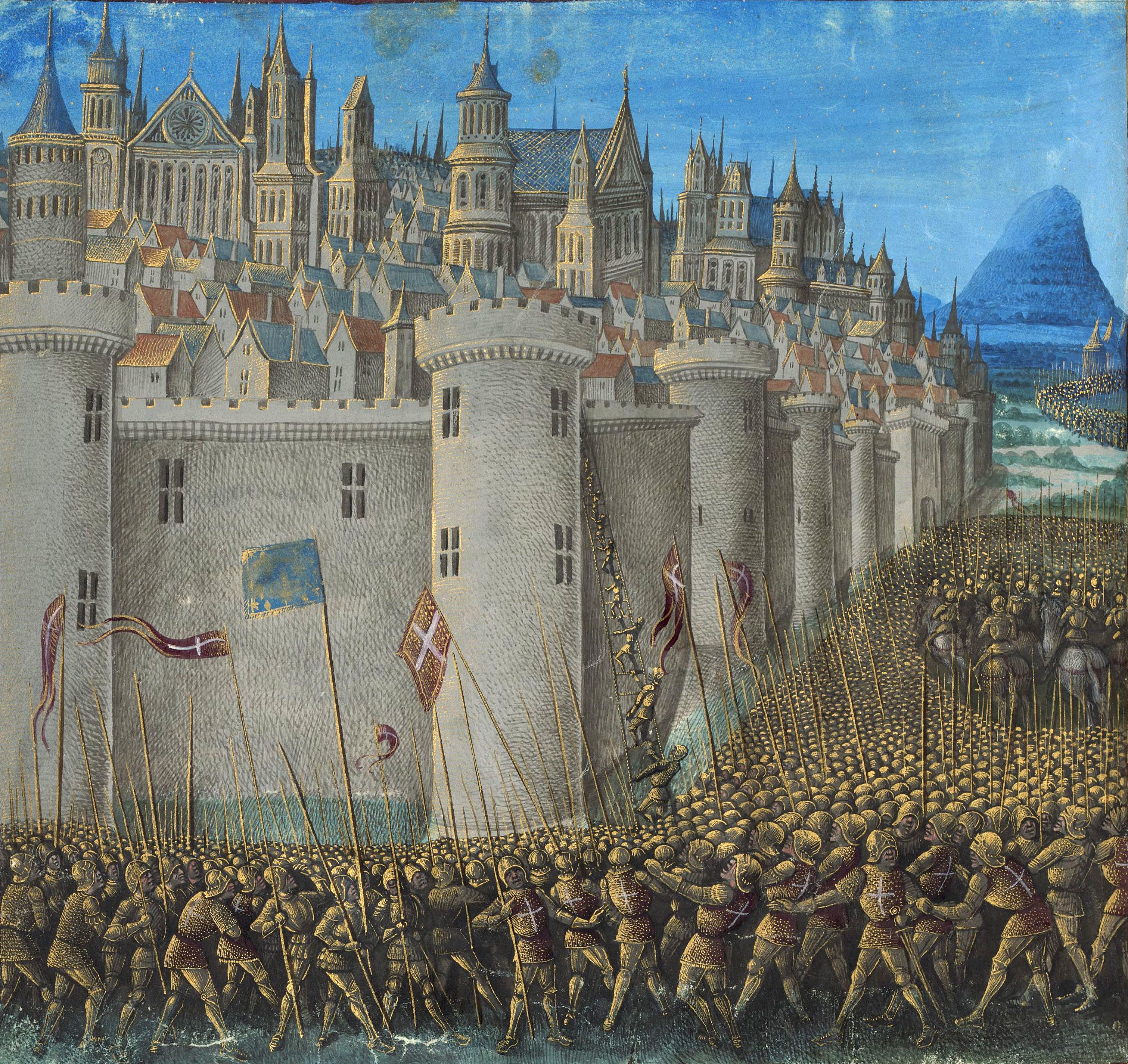
I genovesi parteciparono alla conquista di Antiochia (Siria), nella prima crociata

Genova, povera e con soli 4 000 abitanti nell'anno 1000, cominciò a rendersi autonoma dal Sacro Romano Impero intorno al 1096, come Libero Comune, partecipando poi alle Crociate. Inizialmente chiamata "Compagna Communis", la Repubblica di Genova si distinse nella Terrasanta, arricchendosi enormemente.
Durante la Prima Crociata (1097-1099) i crociati genovesi, guidati da Guglielmo Embriaco diedero un decisivo contributo nella conquista di varie città. Per tale contributo vennero ricompensati dai Crociati con la terza parte di Gibelletto e la terza parte delle entrate fiscali della città e del contado (fino a una lega di distanza) di Acri. Inoltre i mercanti genovesi costruirono fondaci o ebbero una strada tutta per loro in varie città del Levante: a Cesarea, a Tolemaide, a Giaffa, a Gerusalemme, a Famagosta, ad Antiochia, a Laiazzo, a Tortosa (oggi in Siria), a Tripoli del Libano e a Beirut. Il più famoso di questi possedimenti, la signoria di Gibelletto, l'attuale Biblo, era un feudo della contea di Tripoli concesso alla famiglia genovese degli Embriaci nel 1104. Essa durò fino al 1302 quando l'occupazione degli ultimi territori cristiani costrinse gli Embriaci a passare a Cipro. E infatti la riconquista musulmana cancellò la presenza genovese nella costa levantina.
Anche sulla costa spagnola da Valencia a Gibilterra, che era in possesso dei musulmani, verso il 1150 vennero stabilite numerose fondazioni genovesi, ma non per molto. Inoltre i genovesi occuparono l'attuale Principato di Monaco, Mentone, Roccabruna, Piena e la Corsica in Francia.

## Alla conquista dei mari
La prima espansione oltremare di Genova fu in Corsica, annessa nel 1284 (fino al Settecento) alla Repubblica genovese, e nella Sardegna nord-occidentale. La battaglia della Meloria segnò la definitiva sconfitta della Repubblica di Pisa da parte dei genovesi, che si annessero la Corsica. In quegli anni interi borghi di parlata ligure furono trapiantati in Corsica (principalmente a Bonifacio e Calvi) e tuttora caratterizzano parzialmente l'isola dal punto di vista etnico-linguistico. In Sardegna Sassari divenne comune confederato alla repubblica genovese nel 1294; sempre nel nord-ovest dell'isola si insediarono i Doria, che vantavano alcuni legami di parentela con i giudici di Torres, a cui si deve la fondazione di centri quali Alghero e Castelgenovese.
Vi fu contemporaneamente un'espansione genovese anche sulle rotte commerciali del Mediterraneo bizantino. Infatti la Quarta crociata ruppe la tradizionale cooperazione fra Venezia e l'Impero Bizantino. Con il trattato di Ninfeo del 1261 l'impero greco si alleò con Genova contro Venezia, e conseguentemente concesse alla Compagna Communis e a famiglie e compagnie genovesi molte basi d'appoggio, garantendo loro un quasi monopolio del commercio nel Mar Nero.
Questi insediamenti furono attuati secondo un modello organizzativo estremamente importante nella Storia europea: essi costituiscono gli antecedenti medievali della colonizzazione moderna. La colonizzazione genovese non era basata sull'occupazione militare di un territorio ma sulla "concessione" per scopi commerciali di aree, dove si impiantavano famiglie di genovesi e liguri associate con i ceti dominanti locali.

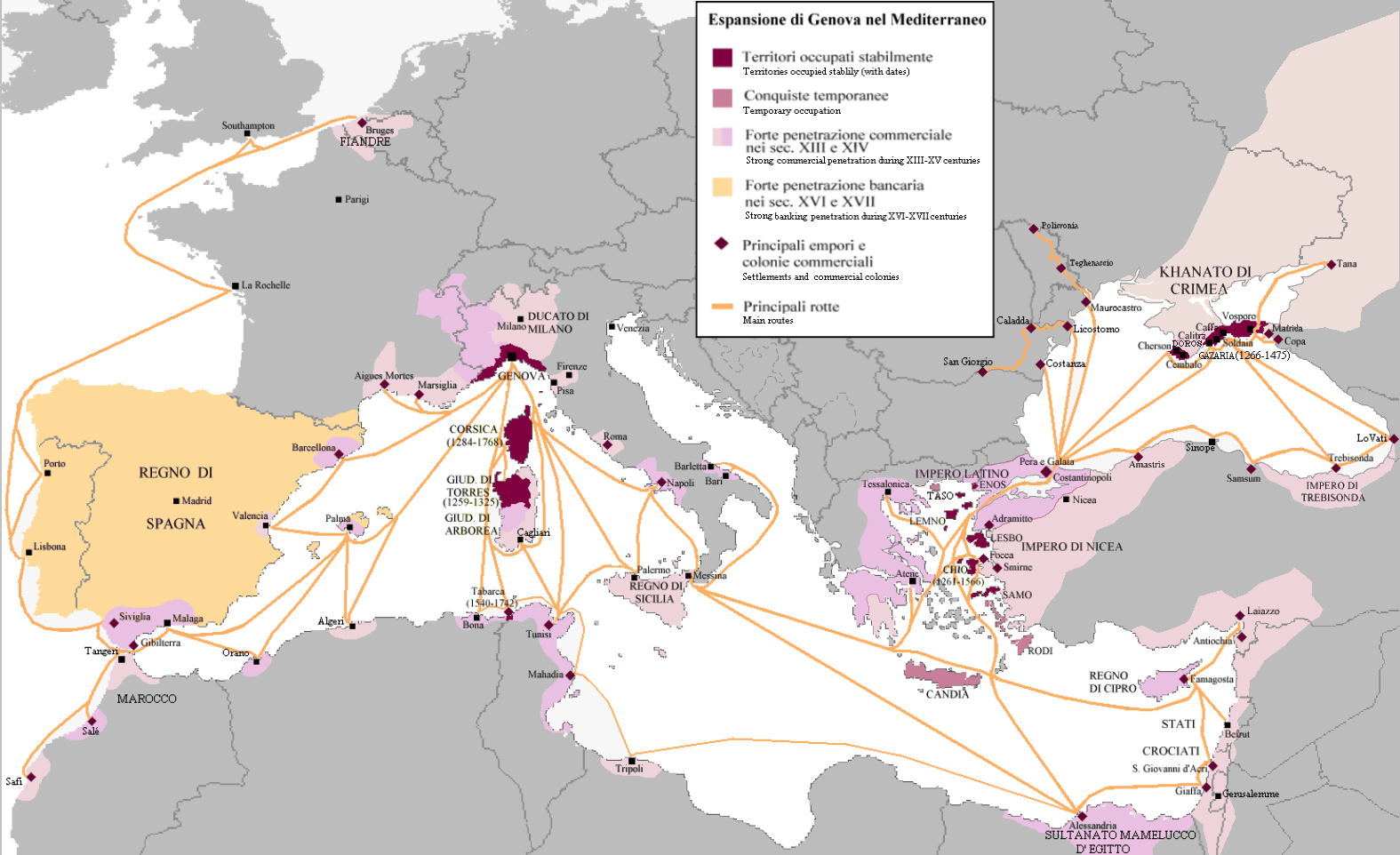
L'espansione di Genova nel Mar Mediterraneo

Le isole greche dell'Egeo Chio e Mitilene divennero il centro del commercio genovese verso l'Oriente. L'isola di Chio, in particolare, divenne prima feudo degli Zaccaria, che vi instaurarono la loro signoria, poi fu il ricco possedimento di una potente famiglia genovese, i Giustiniani, che la riuscirono a controllare e mantenere cristiana (davanti allo strapotere turco) fino al 1566 sotto il controllo della maona di Chio e di Focea.
Nella penisola di Crimea, Caffa e altre cittadine vicine in mano alla Repubblica di Genova furono il punto di contatto tra il mondo mongolo-tartaro e quello dell'Europa occidentale.
Per oltre due secoli e fino alla totale conquista ottomana dell'impero bizantino, le colonie genovesi del Mar Nero prosperarono e arricchirono Genova.

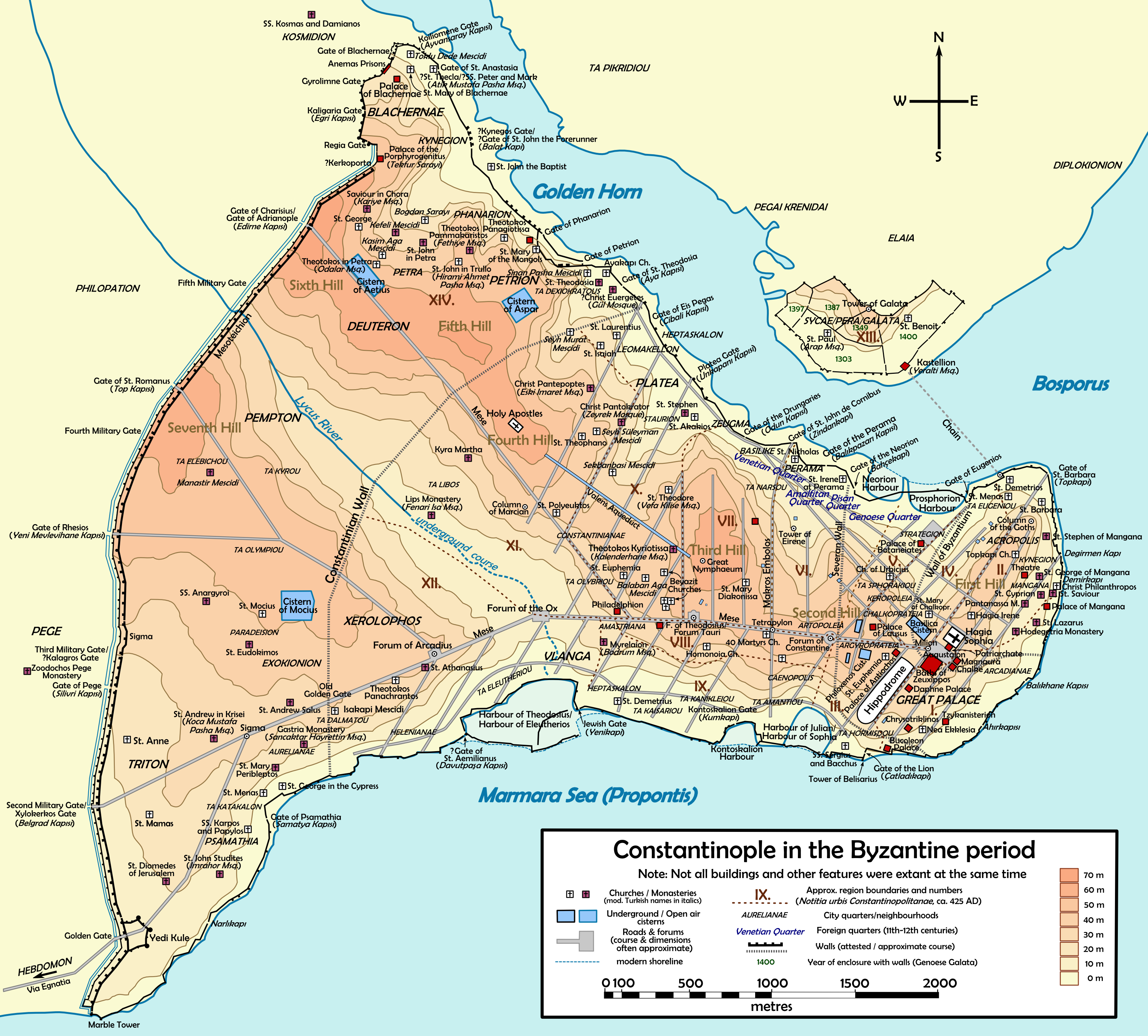
A Costantinopoli esisteva un "Quartiere genovese", situato di fronte a Pera

La colonia di Pera, davanti a Costantinopoli, fu il perno centrale di questo sistema di colonie genovesi, che aveva basi in Bessarabia e Crimea come pure in Anatolia (a Trebisonda) e in Abcasia (Pitsunda). Ma anche entro le mura di Costantinopoli vi fu un Quartiere genovese (1160) poi allargato ai quartieri di S. Croce (1170) e Caparia presso la Porta di Nereio.
Alcuni di questi genovesi di Pera e Chio rimasero a Istanbul e Smirne fino al Novecento, quando (nel 1933 erano circa 15.000, assieme ai discendenti di mercanti e coloni veneziani) furono definiti Levantini, conservando i loro cognomi italiani e il loro cattolicesimo fino ai nostri giorni.

## Bosforo
Le colonie genovesi sul Bosforo furono poche ma importanti.
La più importante fu il quartiere di Galata e Pera, al di là del Corno d'oro. "Galata" e "Pera" sono espressioni quasi sinonime, ma talvolta usate in coppia: "Galata e Pera".
Per sua natura vicina alla città di Costantinopoli, ma fuori dalle mura della stessa e anzi separata dal Corno d'oro, questa area urbana era destinata ai "Franchi" cioè ai Cristiani Latini, in buona parte Genovesi e Veneziani, e godeva di autonomia amministrativa, in quanto era gestita dai consoli delle due Repubbliche. Galata fu genovese dal 1273 al 1453.
Il quartiere è dominato dalla torre di Galata, ricostruita dai genovesi come la Torre di Cristo dopo la Quarta Crociata e sopravvissuta fino ai nostri giorni.
Inoltre, dentro le mura di Costantinopoli, ma di fronte a Galata, c'era un quartiere genovese, che peraltro non godeva di alcuna autonomia.

## Siria
Nel corso dei secoli XI e XII i mercanti genovesi estereso i loro commerci anche in Medio Oriente ed in Siria, fodando propri quartieri in varie città come Acri (sede principale), Gerusalemme, Giaffa (1060), Asuf, Cesarea, Beirut, Laodicea, 1/3 di Tripoli di Siria.

## Colonie in Crimea e nel Mar Nero

Possedimenti genovesi (colore bianco) della "Gazaria" in Crimea nel Quattrocento

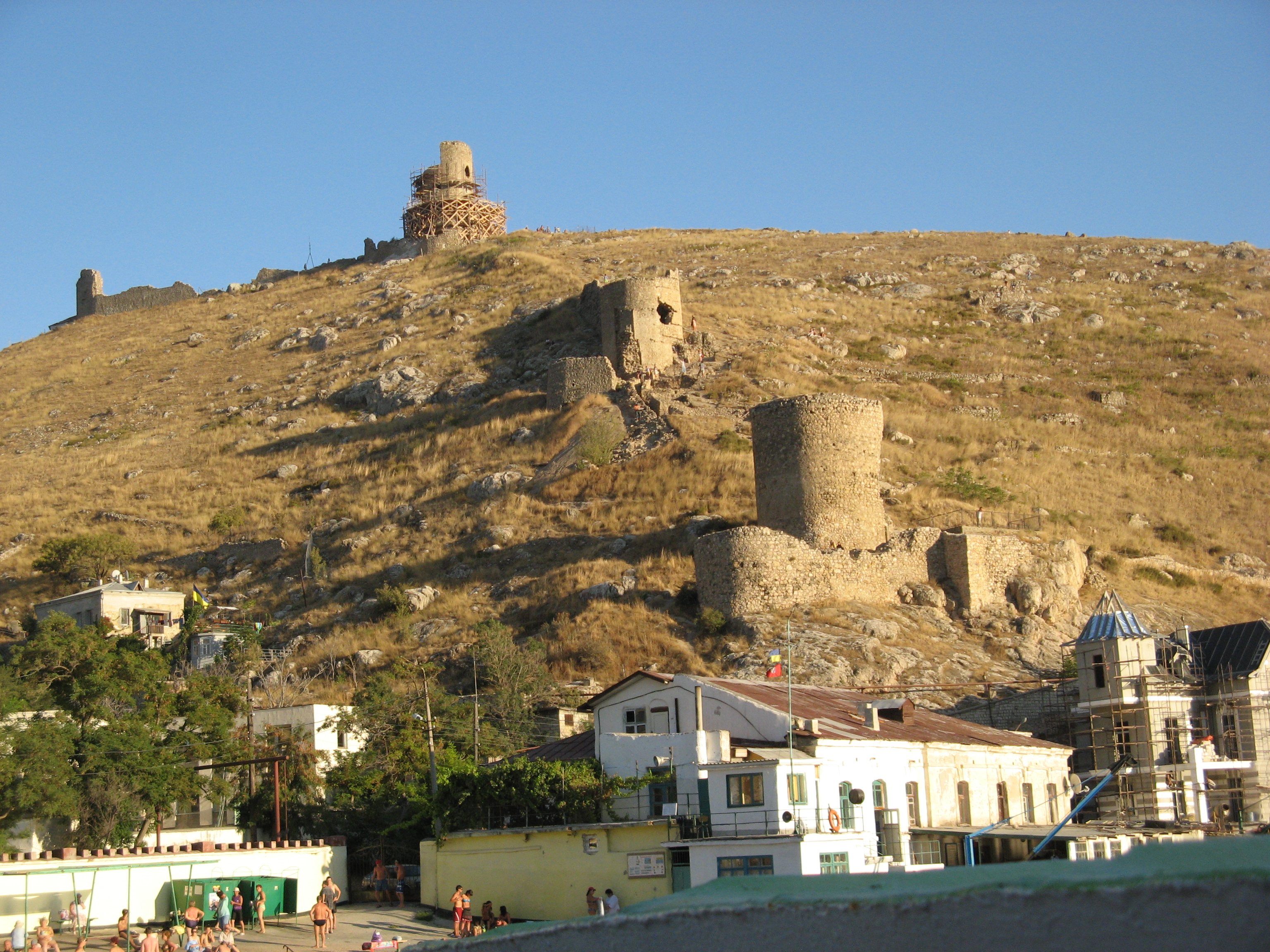
Fortezza Cembalo, Balaklava, Crimea

La Repubblica di Genova ebbe colonie e possedimenti nella penisola di Crimea tra il 1266 e il 1475. Le principali furono Caffa (1261), Soldaia, Tana (1320), Copa (Kuban settentrionale) e Caulita (l'attuale Jalta), e il loro territorio nella Crimea meridionale veniva chiamato Gazaria.
La Gazaria godeva di autonomia giuridica: il principale testo di legge ivi vigente erano gli Statuta officii Gazariae del 1341, rivisti nel 1441.
La zecca di Caffa batteva aspri d'argento.
Nel 1453 la Compagna Communis cedette la Gazaria al Banco di San Giorgio in pagamento di propri debiti. Questi domini furono tuttavia conquistati dall'Impero ottomano nel 1474.
Le colonie nel Mar Nero erano molte:

### Crimea
- Caffa (l'odierna Feodosia) - 1266–1475 era la principale stazione genovese in Crimea
- Cherson (l'odierna Sebastopoli) - 1250–1320/1427
- Cembalo (l'odierna Balaklava) dal 1357
- Alupka
- Caulita (l'odierna Jalta)
- Lusta (l'odierna Alušta) - 1365–1434
- Soldaia o Sugdeia[13] (l'odierna Sudak) - 1266/87-1322, 1358/65–1475 nel periodo intermedio fu veneziana, ancora oggi è patrimonio UNESCO il suo Castello dei Genovesi[13]
- Solgat, o Solhat, Surcati (l'odierna Staryj Krym o Kirim)
- Sarsona
- Chimmero
- Vosporo (l'odierna Kerč) dal 1310

### Mar d'Azov
- Tana (l'odierna Azov) - 1261/70–1343/92
- Matrega (l'odierna Taman', nella penisola omonima in faccia a Kerč') - 1419–1482 alla famiglia De Ghisolfi

La colonia genovese di Tana (nel punto più orientale del Mar d'Azov) aveva la caratteristica di essere unita alla colonia veneziana nella stessa città.

### Caucaso
- Copa (l'odierna Slavjansk-na-Kubani, nell'entroterra),
- Mapa (l'odierna Anapa),
- Bata (l'odierna Novorossijsk),
- Casto (l'odierna Chosta, parte di Soči),
- Layso (l'odierna Adler, anch'essa parte di Soči);
- Chacari (oggi Gagra),
- Abcasia,
- Santa Sophia,
- Pezonda (oggi Pitsunda),
- Cavo di Buxo (oggi Gudauta),
- Nicoxia (oggi Nuovo Athos),
- Savastopoli (oggi Sukhum),
- Lo Vati o Lo Bati (oggi Batumi).

### Bessarabia
- Ginestra (oggi parte di Odessa)
- Samastro o Moncastro (anche Maurocastro o Cetatea Albă, oggi Bilhorod-Dnistrovs'kyj) - 1315/81–1403/34 (poi fino al 1484 veneziana),
- Chilia - 1352–1368
- Licostomo (oggi Chilia Veche)
- fondaci a Costanza e Caladda

## Anatolia
- Amastris o Samastris (oggi Amasra) - 1261–1402/1460
- Penderachia (oggi Karadeniz Ereğli)
- Akçakoca (sul mar Nero vicino all'odierna città turca di Karadeniz Ereğli)
- Carpi (l'odierno villaggio di Kerpe)
- Simisso (oggi Samsun) - 1261–1402/61
- Fondaci a Sinope e Trebisonda
- Scala Nova (oggi Kuşadası)
- Pitane (oggi Çandarlı)
- Garipce[15], situata all'ingresso nord del Bosforo, sul mar Nero, il cui castello genovese risale a circa 550 anni fa[15] .
- Yoros, situata all'ingresso nord del Bosforo, nella parte asiatica.
- Çeşme (cittadina nell'odierna Turchia sulla costa prospiciente Chio)[16]
- Smirne ceduta ai Genovesi nel 1261, dove ancor oggi è presente il loro Castello di San Pietro (XIV sec.)[17]
- Rize[18] (località che si trova sul mar Nero a un centinaio di chilometri da Trebisonda)
- Simena (in turco Kaleköy ovvero il villaggio del castello ), vicina all'odierna Kaş
- Sigacik[19] (odierna Turchia)

## Colonie
Fra il 1314 e il 1566 varie famiglie e compagnie genovesi ebbero il possesso di isole e avamposti nel mar Egeo.
Per prima la famiglia Zaccaria ebbe le signorie di Scio fra il 1304 e il 1329 e di Fogliavecchia dal 1275. Perdute, sono riconquistate nel 1346 ed entrando a far parte della "Maona" sono concesse ai Giustiniani dal 1362 al 1456 (Scio fino al 1556).
Fogliavecchia passò successivamente ai Cattaneo (1331-1341).
Limassol (Cipro) fu conquistata da Genova nel 1373.
Lesbo era controllata dai Genovesi dalla località di Molyvos dove ancor oggi si può visitare il loro castello risalente al XIV secolo.
La famiglia Gattilusio ebbe Fogliavecchia fino al 1449, e inoltre Metelino dal 1355 e Enos (1383), poi anche Lemno, Imbro, Taso, Tenedo (1376-1377) e Samotracia, tutte come feudi dell'Impero bizantino fino al 1462.
Il più importante e duraturo dominio genovese nell'Egeo fu tuttavia quello della Maona di Scio, la più importante compagnia genovese prima della fondazione del Banco di San Giorgio, di fatto controllata dall'"albergo" dei Giustiniani. Nel 1363 l'Impero Bizantino concesse alla Maona Chio, Samo, Enussa, Santa Panagia e Focea. Il dominio della Maona terminò con la conquista turca nel 1566.
Tra le altre colonie genovesi concesse a varie famiglie, si ricordano quelle di:
- Gibelletto, Sira, agli Embriaci (1109-1291)
- Matrega, Crimea, ai Ghizolfi
- Ochtar, Crimea, ai De Marini
- Focea, Grecia, agli Zaccaria (1275)
- Focea Nuova, Grecia, ai Cattaneo (1314)

## Africa e Tabarca

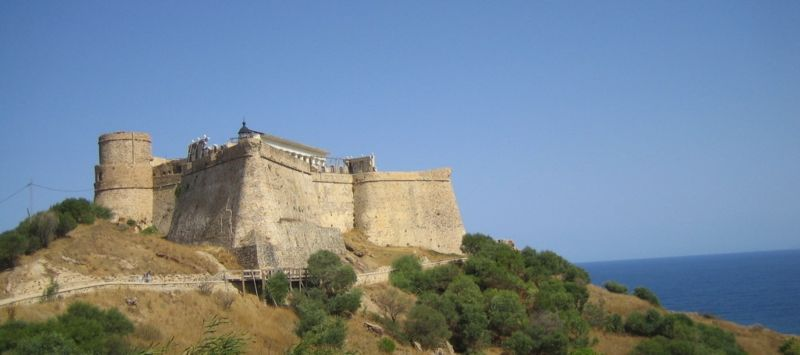
Forte genovese di Tabarca (Tunisia)

Nel XV secolo furono tentati alcuni tentativi di penetrazione economica anche nell'Africa sahariana, come il viaggio di Antonio Malfante che venne inviato sino a Tamantit dall'élite economica genovese in cerca di nuovi mercati: l'esperienza non ebbe però seguito
Inoltre, a seguito della conquista turca del Mediterraneo orientale, la Repubblica di Genova annesse l'isola di Tabarca davanti alle coste della Tunisia confinanti con l'Algeria.
L'isola appartenne alla famiglia genovese dei Lomellini dal 1540 al 1742.
Alcuni discendenti di questi liguri trapiantati a Tabarca per sfruttare il locale corallo si trasferirono nella seconda metà del Settecento anche a Tunisi e Biserta, dove furono tra i primi Italo-tunisini della Tunisia contemporanea (altri nel 1738 fondarono la colonia di Carloforte nell'Isola di San Pietro e di Calasetta nell'Isola di Sant'Antioco in Sardegna e di Nueva Tabarka in Spagna).

## Panama

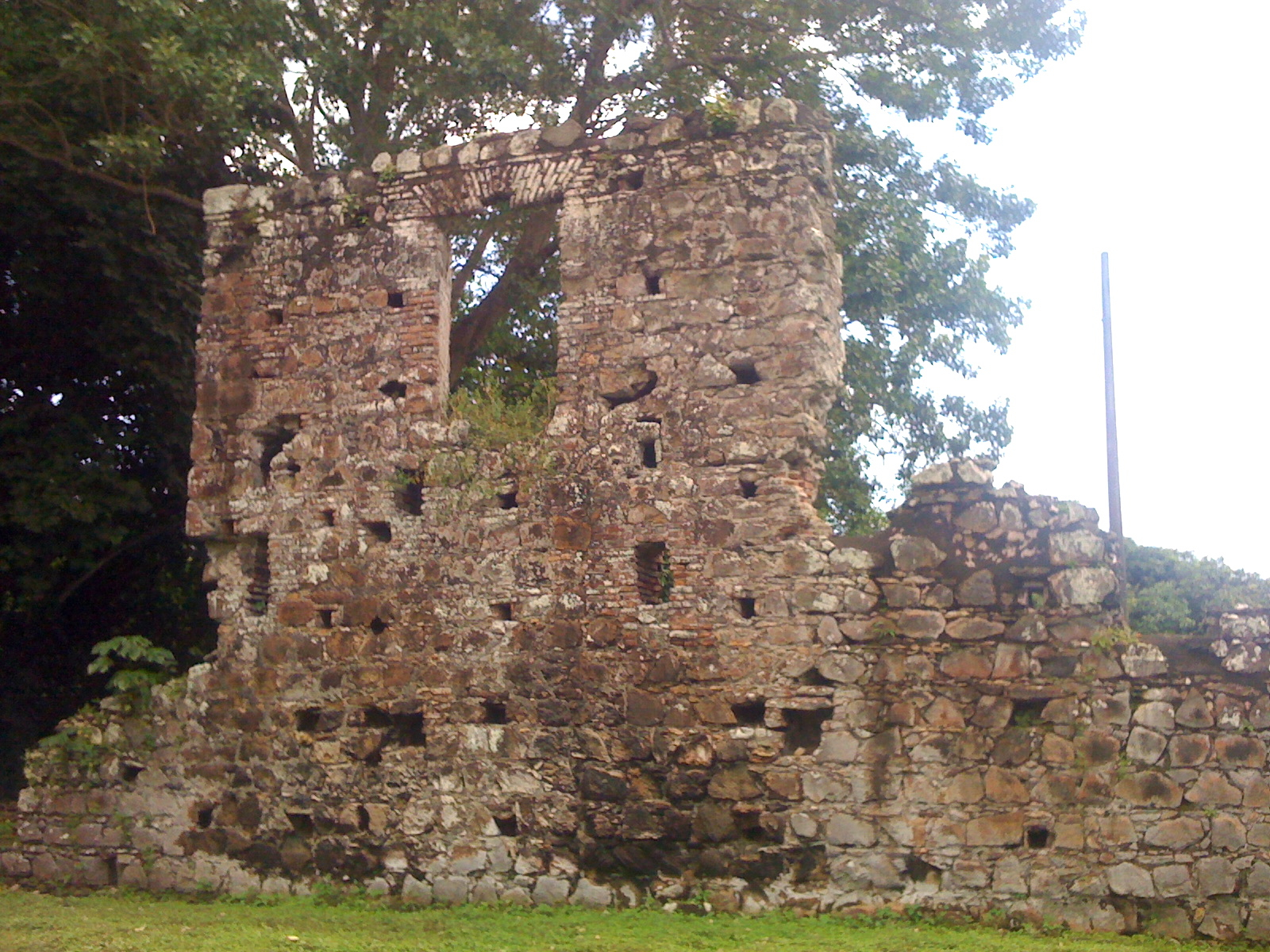
Le rovine del porto genovese nel sito archeologico di Panamá Viejo

Dal 1520 circa i Genovesi controllavano il porto di Panama, il primo porto sul Pacifico fondato dalla conquista delle Americhe; i Genovesi ottennero in concessione lo sfruttamento del porto principalmente per il commercio di schiavi del nuovo mondo sul Pacifico, fino alla distruzione della primigenia città conseguente all'incursione del pirata Henry Morgan nel 1671.

## Filippine
Sebastián Hurtado de Corcuera, governatore spagnolo di Panama, fu assegnato come governatore generale delle Filippine. Reclutò molti panamensi, peruviani e genovesi che vivevano a Panama, per fondare la città di Zamboanga, che fu conquistata dai musulmani dei sultanati di Sulu e Maguindanao.

## Penisola Iberica
A Gibilterra, dal 1308 è noto il villaggio genovese situato su Punta Europa, dominato dal Castillo Genobese e il Casal de los Genovises, nel 1568 fu abitato da Andrea Doria, che decorò con lampadari votivi la chiesa della Vergine d'Europa. L'avamposto e il castello scomparvero all'inizio del 1700 con gli scontri con gli inglesi, tuttavia nel 1753 i Genovesi erano circa la metà della popolazione, e fino al XIX secolo era censita una comunità genovese, di lingua genovese e italiana.
A Malaga ancor oggi sono presenti le rovine del Castello Genovese e delle mura che cingevano il villaggio fino al mare, dominate da torri che proteggevano il porto dell'insediamento genovese risalente al XIV-XV sec.

## L'inizio della decadenza
Con l'espansione dell'Impero ottomano e la fine di Costantinopoli iniziò la decadenza delle colonie genovesi nel Mar Nero.
Infatti nella seconda metà del Quattrocento, oltre a quelli in Crimea, furono persi dai genovesi i possedimenti nella Penisola di Taman' (che era appartenuta alla nobile famiglia De Ghisolfi).
Anche le basi commerciali di Licostomo (in Moldavia) e Maurocastro (vicino all'attuale Odessa) furono perse.
La fine delle colonie genovesi nel Mar Nero determinò una grave crisi economica per la città ligure nel Cinquecento. Questa crisi colpì enormemente Genova e iniziò la sua decadenza.

## La fine dell'epoca coloniale

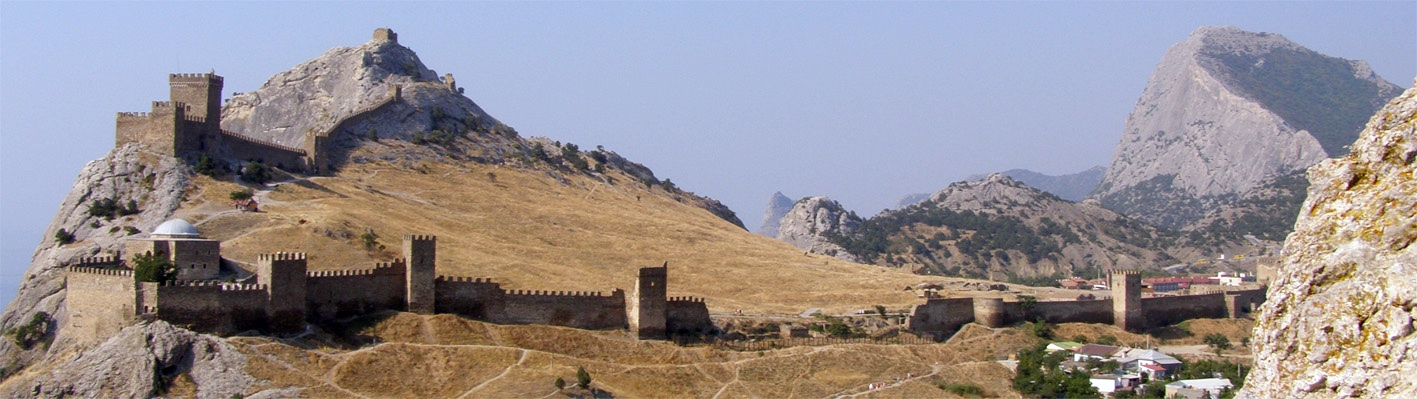
Fortezza genovese a Sudak, in Crimea

Genova era cresciuta a potenza marinara grazie al suo commercio con l'Oriente. Associandosi all'Impero bizantino aveva "scavalcato" la rivale Repubblica di Venezia nel mar Egeo, creando varie sue colonie nel Mar Nero (che arrivò finanche a essere chiamato "Mare o Lago Genovese" nel Trecento e inizio Quattrocento). Con la conquista turca di Costantinopoli, mentre Venezia aveva ancora una continuità territoriale di possedimenti dall'Adriatico al Peloponneso e Creta, per Genova invece vi fu la fine di ogni contatto con le sue ricche colonie in Crimea.
Conseguentemente Genova - colpita negli stessi anni dall'invasione francese e dal controllo milanese - iniziò ad accusare una crisi profonda nelle sue colonie e possedimenti. I traffici commerciali dei genovesi vennero quindi trasferiti nel Mediterraneo occidentale e oltre Gibilterra. La penisola iberica (ossia il Regno di Spagna e il Regno del Portogallo, arricchiti dai rispettivi possedimenti americani) divenne il teatro commerciale preferito dai banchieri d'investimento genovesi, che svilupparono un sistema finanziario e bancario all'avanguardia nel mondo occidentale. Nel Cinquecento la comunità genovese in Spagna era numerosa e molto potente, radicandosi principalmente a Cadice, mentre quella a Lisbona influenzava parzialmente la colonizzazione portoghese del Brasile.
Andrea Doria riuscì a liberare Genova dai francesi nella prima metà del Cinquecento, sviluppando l'economia genovese principalmente verso l'Europa atlantica e il Mediterraneo occidentale; l'isola tunisina di Tabarca, ricca di coralli, divenne genovese nel 1540 e il commercio di schiavi sulla costa pacifica del Nuovo Mondo fu assicurato dallo sfruttamento del porto di Panama dal 1520.
Ma tutte le colonie genovesi del Mar Nero e dell'Egeo andarono perse. Infatti le comunità della Crimea genovese furono costrette a rientrare in Liguria o furono massacrate. Esiste comunque la possibilità che una minima parte di loro sia rimasta (mescolata a gruppi di greci, armeni ed ebrei) fino all'Ottocento nell'area di Caffa, dove viveva in questo secolo recente una consistente comunità multietnica che aveva anche gruppi di Italiani di Crimea.
Genova divenne la maggiore piazza finanziaria del Seicento italiano, grazie al suo Banco di San Giorgio che arricchì l'aristocrazia e oligarchia genovese, ma la maggioranza dei suoi cittadini, che nei secoli precedenti avevano partecipato alla prosperità creata dalle colonie genovesi, cominciò ad accusare una crisi economica che crebbe fino ai tempi di Napoleone Bonaparte.
Nel Settecento scomparvero le ultime colonie genovesi: quelle nell'isola di Tabarca, occupata dall'Impero ottomano (1742), e la Corsica che con il Trattato di Versailles del 1768 venne annessa alla Francia.